# Busuioc
Busuiocul (Ocimum basilicum) este o plantă din genul Ocimum, familia Lamiaceae. Este o plantă ierboasă originară din Asia tropicală.
Atinge între 20–60 cm înălțime, având frunzele de culoare verde deschis, mătăsoase, cu lungimi cuprinse între 1,5–5 cm și late de circa 1–3 cm. Florile sunt de culoare albă, aranjate într-o terminație numită racem. În mod neobișnuit pentru familia Lamiaceae, cele patru stamine și pistilul nu emerg de sub marginea superioară a corolei, ci se sprijină pe cea inferioară. După polenizarea cu ajutorul insectelor, corola cade și ulterior se dezvoltă patru achene în interiorul calixului bilabial. Planta are un gust asemănător cu al anasonului (numit și anis), având un miros puternic dulceag-înțepător. Busuiocul este foarte sensibil la frig, el crescând bine în condiții de căldură și umezeală. În timp ce varietățile comune de busuioc sunt plante anuale, alte varietăți, cum ar fi busuiocul albastru african și busuiocul sacru thailandez, sunt perene.
Termenul de busuioc provine din limba greacă, βασιλευς (basileus) însemnând „rege”, despre această plantă spunându-se că a crescut pe locul unde Împărații Constantin și Elena au descoperit Sfânta Cruce. Dicționarul Englez Oxford menționează unele speculații conform cărora busuiocul ar fi fost folosit la „câteva unguente sau medicamente regale”. Busuiocul este în continuare considerat „regele mirodeniilor” de mulți bucătari și autori de cărți gastronomice.

## În mâncare

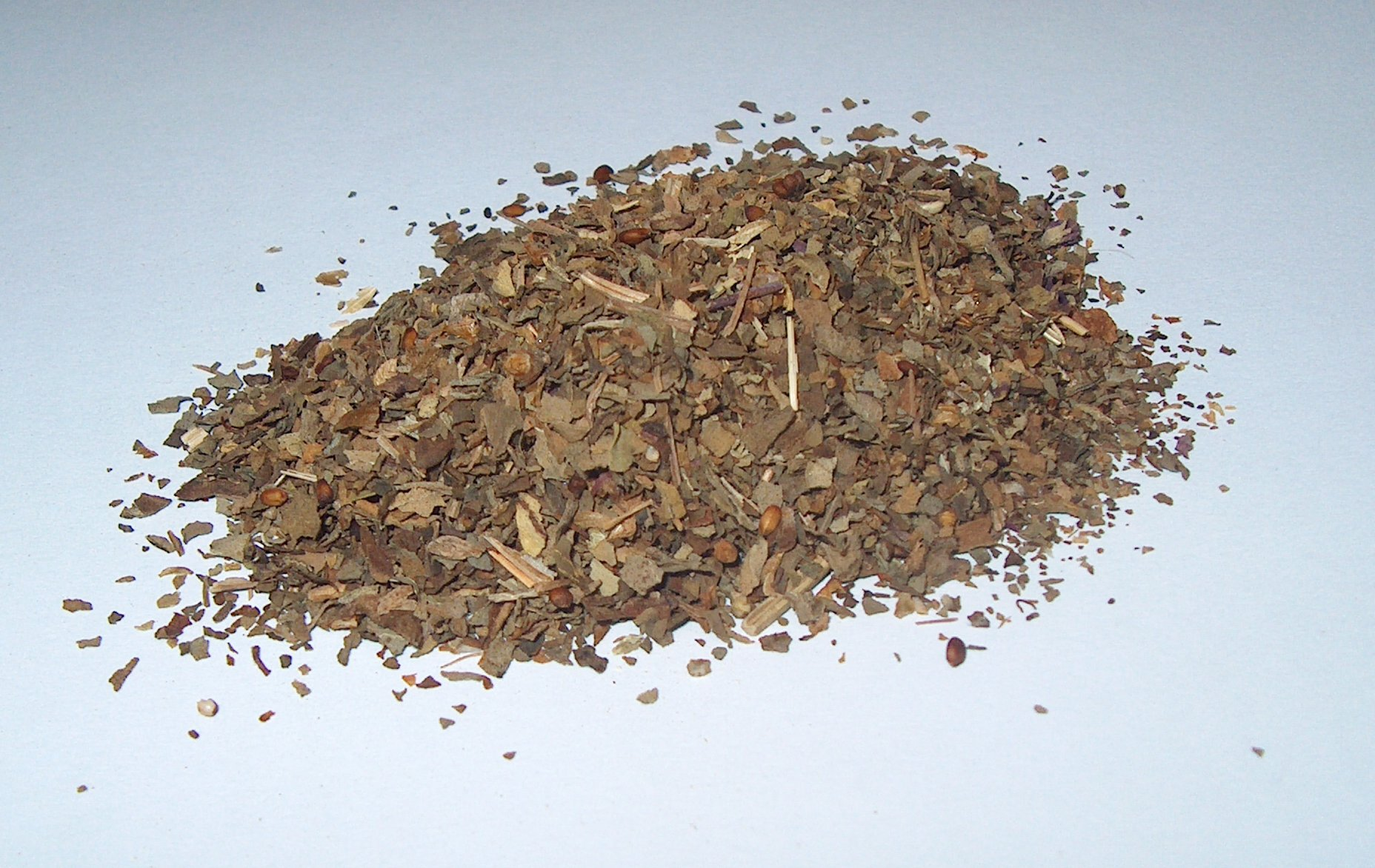
Frunze de busuioc uscate.

În mod obișnuit, se recomandă ca busuiocul să fie folosit în stare proaspătă. În cazul rețetelor culinare de mâncăruri preparate termic, adăugarea busuiocului se face, de obicei, la finalul preparării pentru a nu i se distruge aroma. Ținut în pungi de plastic, poate fi păstrat proaspăt, fie în frigider, pentru o perioadă scurtă, fie în congelator, pentru mai mult timp, după ce în prealabil a fost opărit puțin. Planta uscată își pierde mare parte din aromă, ceea ce rămâne având un gust foarte diferit, cu iz slab de iarbă proaspăt tăiată.
Rețetele cu specific mediteraneean și asiatic folosesc în mod frecvent busuiocul. În cazul bucătăriei mediteraneene, aroma este completată de roșii. Busuiocul este unul dintre ingredientele principale ale sosului pesto, o specialitate italiană din ulei și plante aromate, provenind din orașul Genova. Celelalte două ingrediente sunt uleiul de măsline și semințele de pin. Cele mai folosite specialități de busuioc mediteraneean sunt „Genovese”, „Volănașe purpurii”, „Mamut”, „Scorțișoară”, „Lămâie”, „Glob”, și „Albastru african”.
Bucătăria chineză folosește specialități de busuioc proaspăt sau uscat pentru supe și alte feluri de mâncare. În Taiwan, bucătarii adaugă busuioc proaspăt unei supe-cremă (羹湯; gēngtāng) sau frunze de busuioc fierte în ulei la pui prăjit.
Busuiocul este gătit câteodată cu fructe proaspete sau adăugat în gemuri de fructe și sosuri — de obicei cu căpșuni, dar și cu zmeură sau prune. Se consideră că busuiocul cu frunza plată folosit în bucătăria vietnameză, care are o aromă ușor diferită, este mai potrivit pentru felurile de mâncare cu fructe.
Atunci când sunt înmuiate în apă, unele varietăți de semințe de busuioc devin gelatinoase, și se folosesc în băuturi asiatice sau deserturi precum falooda sau șerbetul. Aceste semințe sunt cunoscute sub numele de sabja, subja, takmaria, tukmaria, sau semințe falooda. Semințele se mai folosesc și în Ayurveda, sistemul medicinal tradițional al Indiei.

## Alte specii de busuioc
Alte specii, inclusiv aparținând familiei Ocimum, sunt cultivate în multe regiuni ale Asiei. Cele mai multe specii asiatice de busuioc au o aromă asemănătoare cuișoarelor, în general mai puternică decât cea a busuiocului mediteranean. În China, specia locală este numită 九層塔 (jiǔcéngtǎ; literalmente „pagoda cu nouă nivele”), în timp ce varietățile importate sunt denumite 羅勒 (luólè) or 巴西里 (bāxīlǐ).
Busuiocul lămâios are un puternic miros de lămâie și o aromă foarte diferită de cea a celorlalte varietăți, deoarece conține o substanță chimică numită citral. Este folosit la scară largă în Indonezia, unde este numit kemangi și este servit crud, împreună cu varză crudă, fasole verde și castraveți, ca acompaniament pentru pește prăjit sau rață. Florile sale, desfăcute, sunt un condiment apreciat pentru salată.

## Componente chimice
Diferitele varietăți de busuioc au arome diferite datorită faptului că planta conține un număr variabil de uleiuri esentiale (numite și uleiuri volatile sau uleiuri eterice), care sunt combinate în diferite proporții pentru diferite soiuri. Aroma puternică de cuișoare a busuiocului dulce este dată de eugenol, care e aceeași substanță chimică prezentă și în cuișoare. Aroma de lămâie a busuiocului lămâios și a celui „limă”  este dată de faptul ca aceste două soiuri au un conținut mai mare de citral, care produce aceste efecte la mai multe plante, incluzând menta-lămâie și limonen, dând și cojii de lămâie aroma-i specifică. Busuiocul albastru african are o puternică aromă camforată, datorită proporției mari de camfor și de camfen. Busuiocul-licorice conține anetol, substanță chimică ce face ca anasonul să amintească de Glycyrrhiza glabra și să justifice numele de busuioc-anason.
Alte substanțe chimice care participă la producerea aromelor distincte ale multor soiuri de busuioc, în funcție de proporția în care se găsesc în fiecare specie specifică, sunt:
- cinamat (același compus ca în scorțișoară)
- citronelol (același compus găsit în geranium, trandafir)
- geraniol[9] (ca în geranium)
- linalol (o aromă florală prezentă și în coriandru)
- metil-cavicol (care dă aroma tarhonului)
- mircen (substanță comună dafinului și mirtului)
- pinen(care, după cum spune și numele, este substanța ce dă aroma uleiului de pin)
- ocimen
- terpineol

### Tratamente naturale pe bază de busuioc
Busuiocul (Ocimum basilicum) reprezintă un remediu natural pentru tratarea și vindecarea diverselor afecțiuni: bronșită, afecțiuni gastrointestinale, febră, gută, dureri de stomac. Infuzia preparată din frunze de busuioc se recomandă în cazul în care pacientul suferă de crampe, infecții urinare, dureri de cap, laringită, faringită, gripă, vomă, fiind și un excelent stimulator al poftei de mâncare.   Consumul zilnic al acestei infuzii ajută și la tratarea și vindecarea cefaleei, colicilor intestinale, ulcerului gastric, colitelor de fermentație.
Înțepăturile de insecte, rănile și eczemele se pot trata prin aplicarea unor comprese cu frunze de busuioc sau cu tinctură de busuioc. De asemenea, pentru stimularea poftei de mâncare se recomandă a se administra vin de busuioc.